# The weight of the world (Sanguine Hum)
The weight of the world is het tweede studioalbum van Sanguine Hum. De kritieken op het eerste album waren meestal lovend, reden waarom het een uitgave bij een groter platenlabel kreeg. The weight of the World kreeg wisselende kritieken. Het album zou te (muzikaal) technisch zijn om echt een gevoelige snaar te raken, anderen vonden die overheersende techniek een van de pro’s van dit album. Wat opviel aan dit album was de herhaling van de motieven, als in minimal music. Drummer Andrew Booker is nieuw in de groep. Het album had een relatieve korte tijdsduur, want het verscheen ook op elpee.

## Musici
- Matt Baber – toetsinstrumenten, programmeerwerk
- Joff Winks – gitaar, zang
- Brad Waissman – basgitaar
- Andrew Booker – slagwerk

## Muziek
| Nr. | Titel                                            | Duur  |
| --- | ------------------------------------------------ | ----- |
| 1.  | From the ground up                               | 5:35  |
| 2.  | System for solution                              | 8:02  |
| 3.  | In code                                          | 4:35  |
| 4.  | Cognoscenti                                      | 4:35  |
| 5.  | Day of release                                   | 5:51  |
| 6.  | Phosphor                                         | 3:04  |
| 7.  | The weight of the world (part 1, part 2, part 3) | 14:51 |